# Белгородцев
Бе́лгородцев — хутор в Каменском районе Ростовской области.
Входит в состав Волченского сельского поселения.

## Население
| 2010 |
| ---- |
| 223  |

## Улицы
На хуторе имеются две улицы: Станичная и Фермерская.

## Известные уроженцы
- Савичев, Виктор Иванович (1929—2012) — советский работник угольной промышленности, Герой Социалистического Труда.